# Městská jatka (Ostrava)
Městská jatka v Moravské Ostravě je areál bývalých jatek, složený z budov z režného neomítaného zdiva s dominantní věží, který byl vystavěn v roce 1881, upravován v roce 1890 a dále modernizován v letech 1924–1927. Provoz byl ukončen ve 2. polovině 20. století. Autory staveb jsou Walter Frese, Oskar Mratschek a Anton Möller. Od roku 2020 probíhá konverze objektu pro městskou galerii PLATO Ostrava podle návrhu polského studia KWK Promes Roberta Konieczného. Jatka byla uvedena do zkušebního provozu po kolaudaci v květnu 2022 s funkcí otevřených dveří až do září t. r., kdy v nich bude spuštěna první výstava. 
V roce 1987 byla věž někdejší chladírny na základě rozhodnutí Okresního národního výboru v Ostravě ze dne 27. 12. 1987 zapsána do seznamu kulturních památek pod rejstříkovým číslem 3056. 27. července 1994 byla celá budova na parc. č. 1951 (věž i veškeré objekty k ní přiléhající) Ministerstvem kultury České republiky znovu prohlášena za kulturní památku pod rejstříkovým číslem 13005/8-3056.

## Historie

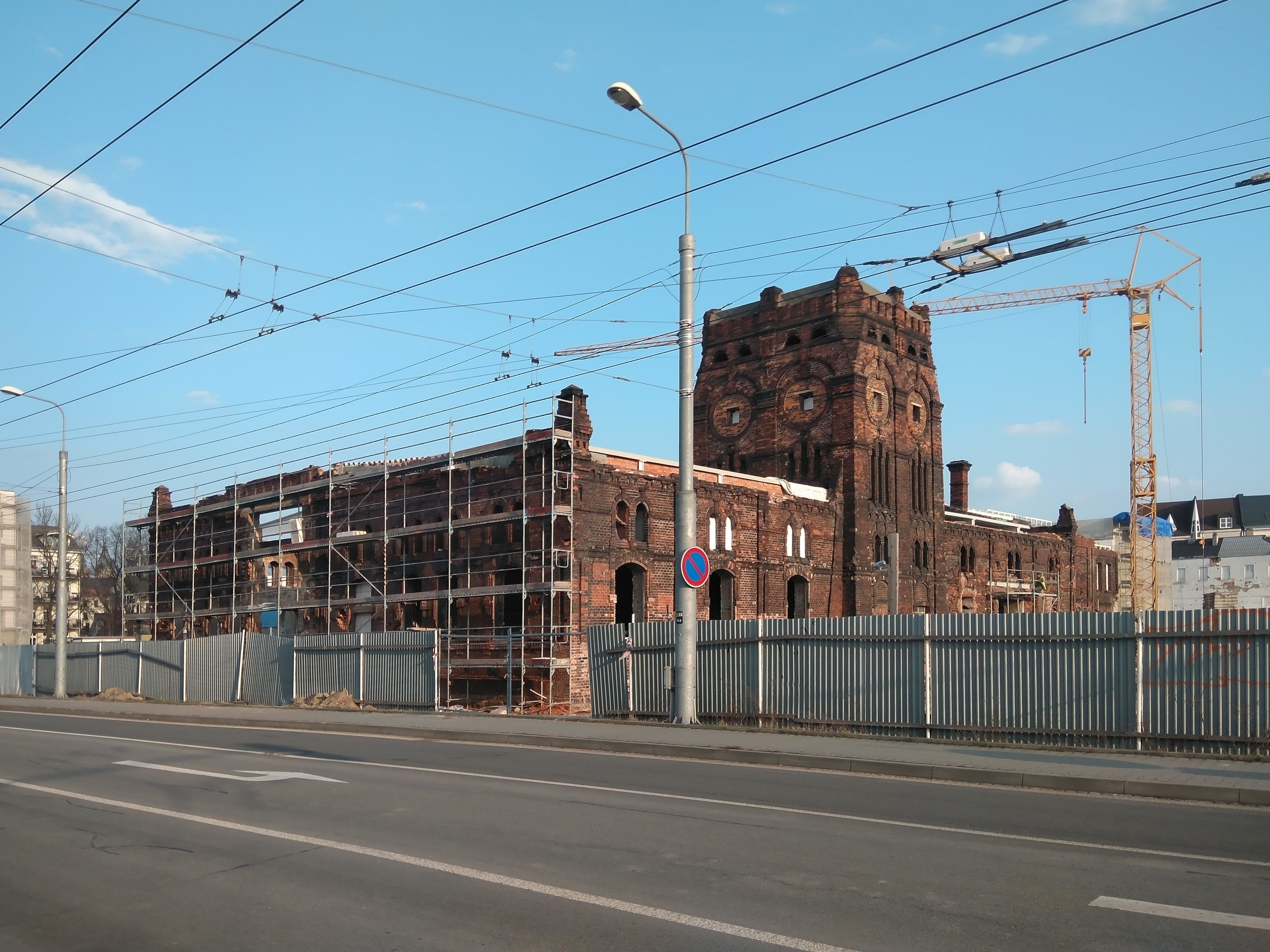
Jatka během rekonstrukce (březen 2021)

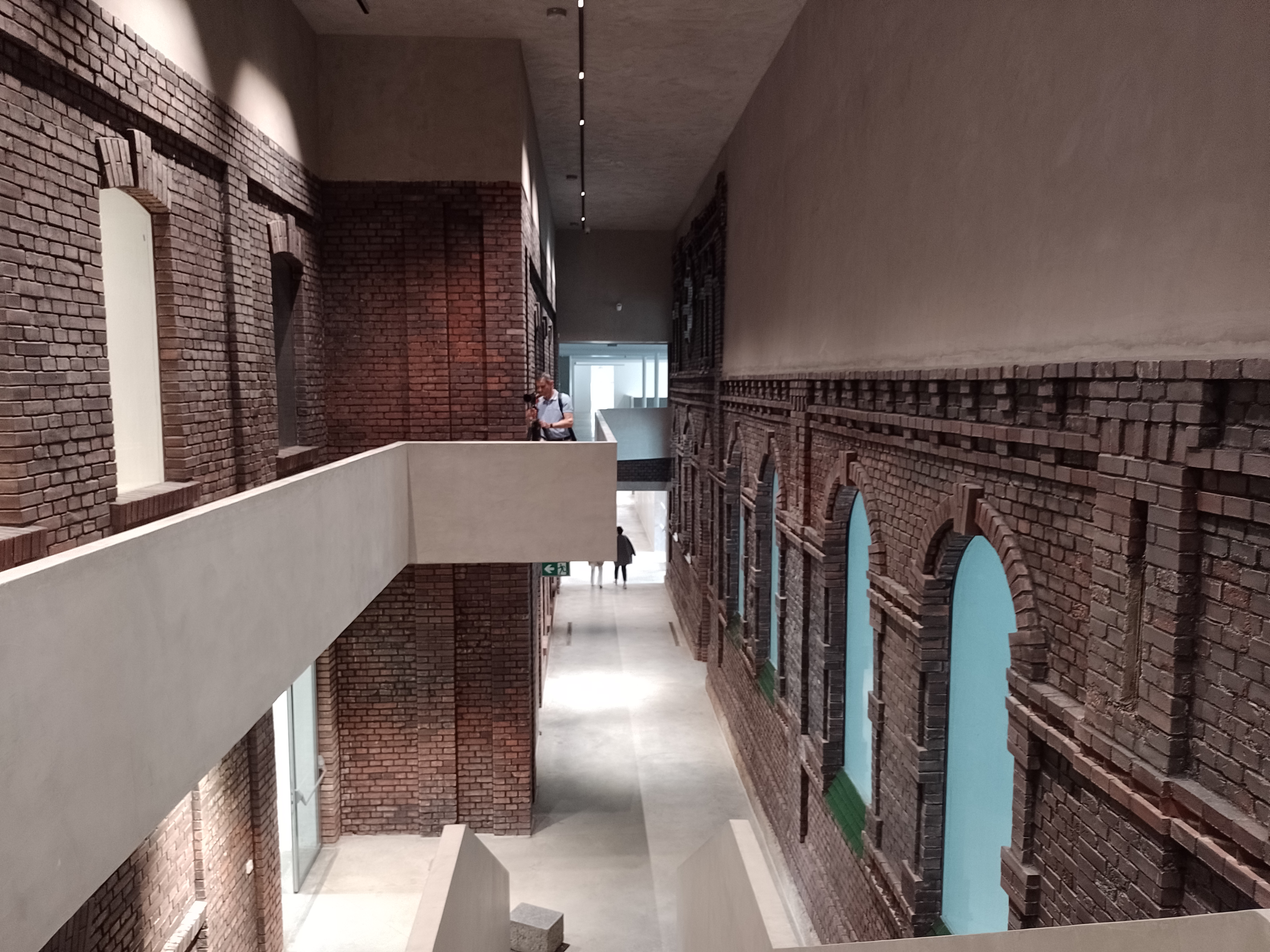
Interiér po rekonstrukci

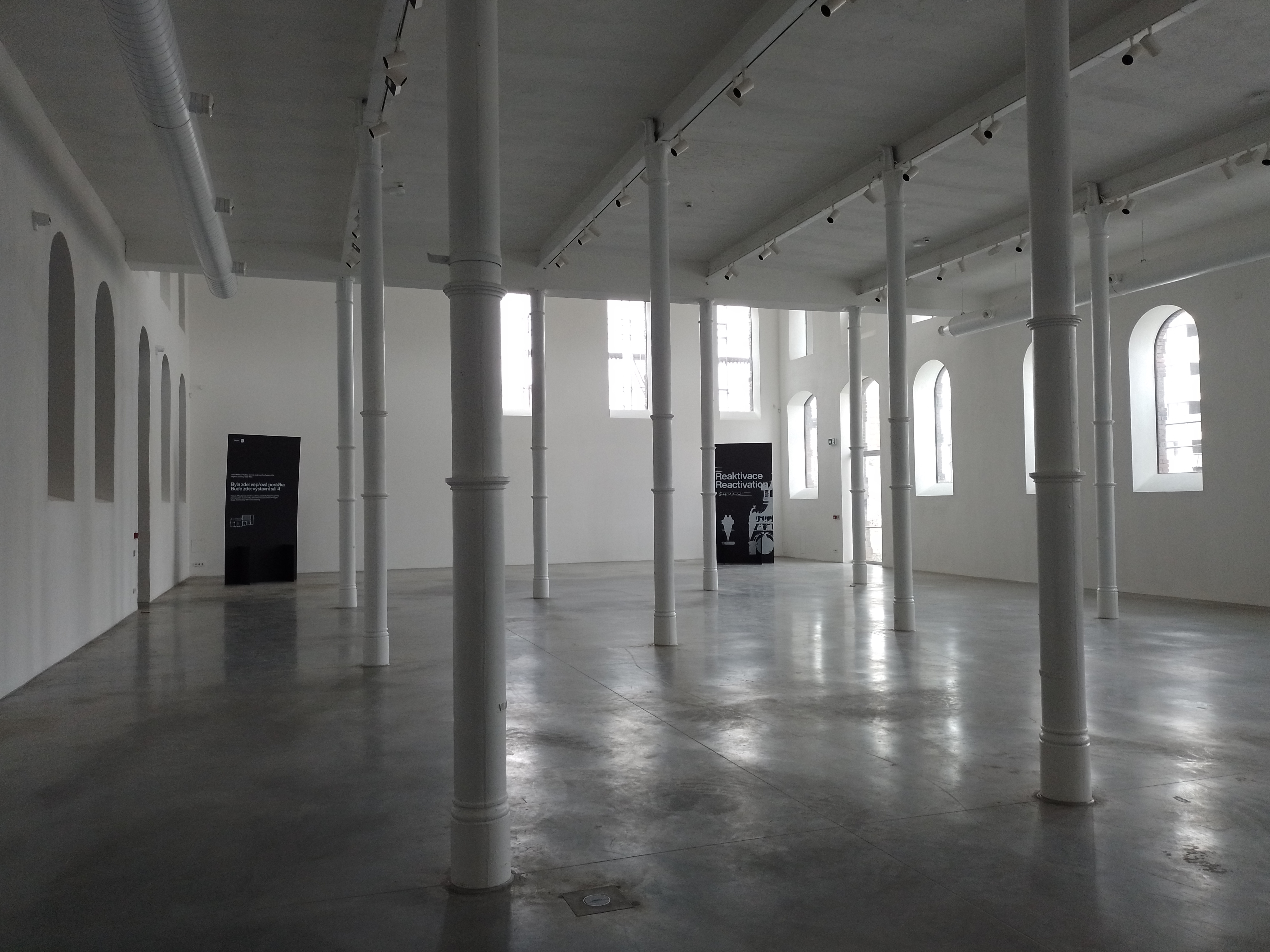
Interiér (bývalá vepřová porážka) po rekonstrukci

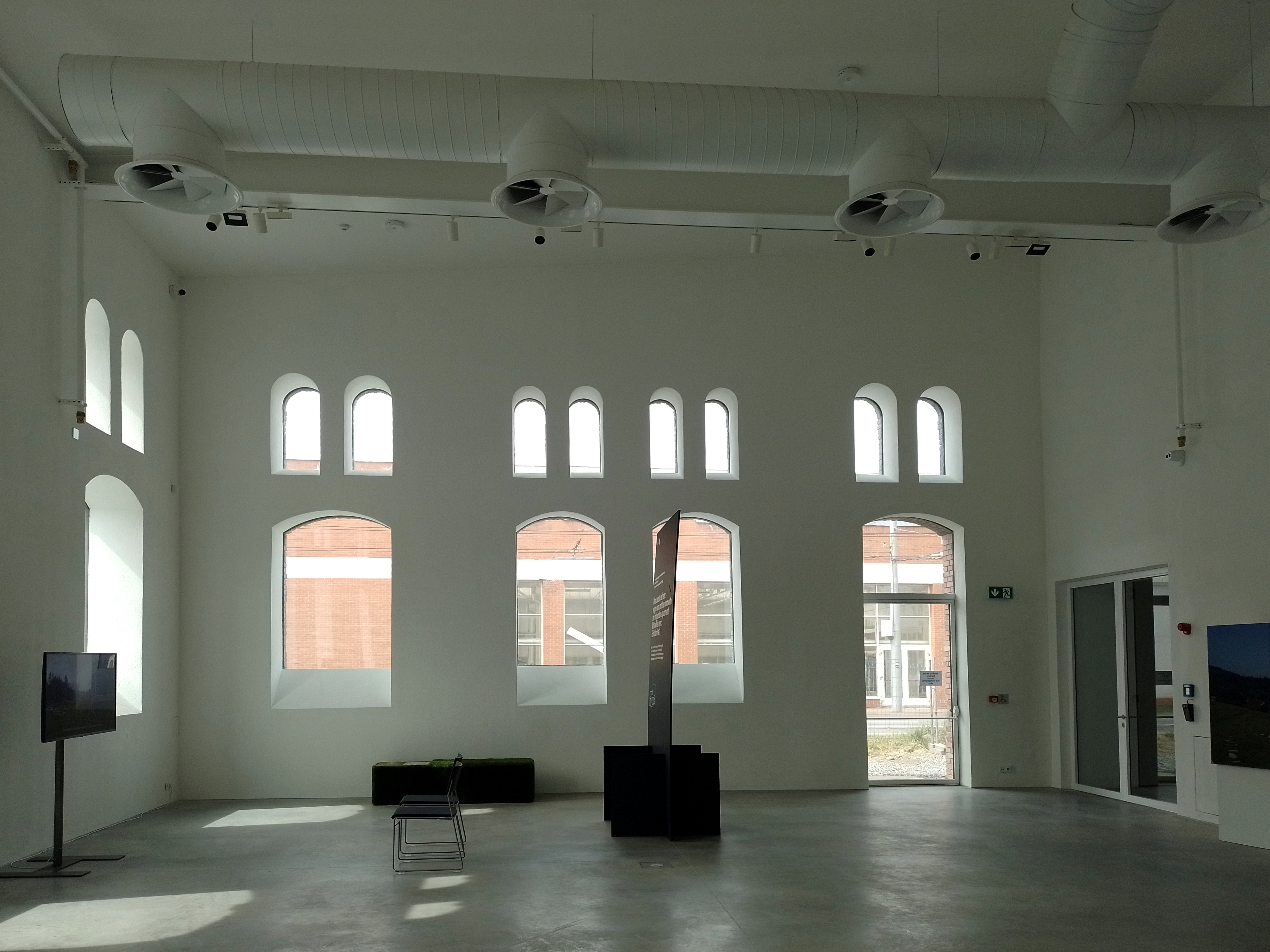
Interiér (bývalá strojovna a místnost s chladicí aparaturou) po rekonstrukci

### 1881–1989
Výstavbu jatečních budov zahájilo město Ostrava na nároží současné Stodolní a Porážkové ulice na počátku 80. let 19. století v místě trhu s vepřovým dobytkem, tehdy na místě vzdáleném od obydlených čtvrtí. Vznik nového jatečního komplexu souvisel s intenzivním průmyslovým rozvojem, přílivem pracovních sil a také s hygienickými důvody. Se zahájením provozu jatek ve městě vstoupil v platnost zákaz domácích porážek. Cílem ostravských radních bylo především povinně soustředit veškeré komerční porážky z celého městského obvodu na jedno místo, kde by zároveň porážený dobytek byl pod veterinární kontrolou. V roce 1881 byly pod vedením stavitele Františka Jurečka postaveny chlévy pro jateční dobytek a malá dřevěná lednice, v níž se maso chladilo s pomocí ledu získávaného z rybníka za tratí. Dobytek se porážel v upravených stájích nedalekého hostince ve Stodolní ulici.
První modernizace jatek začala v roce 1890 (stavbu v letech 1890–1891 realizoval ostravský stavitel Clemens Hladisch (vnitřní zařízení dodala brněnská firma Brand & Lhuillier) opět pod vedením stavitele Františka Jurečka. Celý areál se rozrostl, postavila se chladírna s 21 boxy s již strojovým chlazením, přibyly nové stáje a objekt pro hovězí porážku (ten byl pro špatný stav zbořen v roce 2010). Díky tomu mohla být konečně zavedena i ústřední porážka dobytka na jednom místě, zároveň byl na jatkách již natrvalo zaměstnán městský veterinář pověřený ohlížením dobytka a zdravotní kontrolou masných produktů. Po ukončení rekonstrukce v roce 1893 byla jatka označována jako nejmodernější na Moravě i ve Slezsku, někdy dokonce i jako jedny z nejmodernějších v celé rakousko-uherské monarchii.
V letech 1902–1903 proběhla druhá vlna rozšíření a modernizace podle projektu odborníka na jateční stavby Antona Möllera z Varnsdorfu. Vnitřní zařízení dodala firma Pražské akciové strojírny. Postavena byla nová chladírenská hala s věží vysokou 20 metrů (tato architektonicky cenná stavba z režných cihel zůstala dominantou celého areálu až do současnosti). Součástí přízemní haly bylo již 51 chladicích boxů, strojovna, dílna, kotelna a sklad uhlí. V třípatrové věži se nacházelo ochlazování vzduchu, dále vodojem a kondenzátor vlhkosti. Jatka se dočkala nové vepřové porážky, rozšíření hovězí porážky, otevřené prodejní haly či skladu hovězích kůží.
Do roku 1914 se postupně přistavovaly zejména chlévy, víceméně jednoduché železobetonové objekty, které vyplnily celý dostupný prostor v nejbližším okolí. Areál se tak rozšířil do těsné blízkosti obytných domů, což vyvolávalo protesty jejich obyvatel proti zápachu a hluku.  Za první světové války lidé naopak jatka ocenili při zásobování obyvatelstva, i když se již tehdy ukázalo, že citelně chybí mrazírna, a tak bylo nutno mražené maso dovážené z Argentiny skladovat v pronajaté budově městského pivovaru.
V letech 1927–1928 byla provedena poslední modernizace městských jatek podle projektu německého architekta Waltra Frese. Byla zbořena velká část původních objektů a na jejich místě vyrostl moderní komplex budov zahrnující novou chladírnu, mrazírnu a také masnou tržnici. Nová část byla krytou komunikační chodbou propojena s historickými objekty z konce 19. století. Po přestavbě patřily ostravské jatky opět k nejmodernějším v zemi (z podnětu městské rady byl o nich v roce 1928 natočen Janem Stanislavem Kolárem propagační dokument s názvem „Vzorové moderní jatky“).
Poslední a nevelké rozšíření areálu jatek proběhlo v roce 1932, kdy byl zastaven provoz sprchových lázní na rohu Stodolní a Porážkové a budova byla adaptována na byty pro zaměstnance.
V roce 1951 byla jatka odebrána městu, znárodněna a začleněna do národního podniku Ostravský průmysl masný. Až do roku 1965 zůstala na původním místě, kde fungovala jako potravinářský podnik. Poté se veškerý provoz přesunul do nového masokombinátu v městské části Martinov, a jatka přestala sloužit svému účelu. Areál využívaly následně technické služby města, poté i jiné organizace. Bývalé jateční budovy sloužily mimo jiné jako garáže a sklady. Celý areál od 70. let chátral, stejně jako upadala okolní městská čtvrť, která měla být podle tehdejšího územního plánu celoplošně asanována a nahrazena panelovou zástavbou. Díky změně územního plánu v 90. letech k tomu nedošlo.
V roce 1987 byla věž někdejší chladírny na základě rozhodnutí Okresního národního výboru v Ostravě ze dne 27. prosince 1987 zapsána do seznamu kulturních památek pod rejstříkovým číslem 3056.

### 1989–2016
Chátrající městská jatka převzal v roce 1992 do své správy městský obvod Moravská Ostrava a Přívoz, který pro areál neměl vhodné využití. V roce 1993 jatka včetně okolních pozemků o rozloze dvou hektarů prodal nadnárodní společnosti Bauhaus, která přislíbila, že kulturní památku opraví do dvou let, což se nestalo.  Prodejní smlouva mezi obvodem a společností totiž neobsahovala závazek rekonstrukce historických jatečních budov. Kulturní památku obehnal nový majitel plotem se zákazem vstupu, mj. rovněž památkářům.
Bauhaus postavil vedle jatek hobbymarket a provedl rozsáhlou demolici navzdory nesouhlasu ostravských památkářů (padla k zemi historická aukční hala jatečných zvířat, která uvolnila místo parkovišti). Po demolici zůstala zachována stará chladírna z roku 1890, hovězí porážka z roku 1892, vepřová porážka a chladírna z roku 1902 s věží. V roce 2006 se propadla střecha chladírny, opravená až po protestech veřejnosti a zájmu regionálních médií. V roce 2010 musela být pro špatný technický stav zbořena hovězí porážka z roku 1892. Firma se dlouhodobě snažila komplexní památkovou ochranu jatek zpochybnit, v roce 2015 ji ale potvrdilo Ministerstvo kultury České republiky.
Kauze jatek se dlouhodobě věnovala například novinářka Petra Sasínová. Z veřejnosti pak od roku 2005 nezávislý klub Fiducia s majitelkou Ilonou Rozehnalovou, dále občanské sdružení Za starou Ostravu (Ilona Rozehnalová, pedagožka Olga Slámová, novinářka Marta Pilařová či teoretik umění Martin Strakoš), které mj. pořádalo protestní kampaň Bojkotuj Bauhaus – šance pro jatka! Na aktivity sdružení Za starou Ostravu navázal okrašlovací spolek Za krásnou Ostravu, který mimo jiné připravil v roce 2015 happening Kulturní jatka?! včetně venkovní výstavy a instalace „zdi nářků“.
V roce 2013 společnost Bauhaus svou prodejnu uzavřela a nabídla zchátralá jatka k odkupu. Podmínkou prodeje kulturní památky byl také prodej samotného hobbymarketu a okolních pozemků za 100 milionů korun. Město projevilo o odkup zájem, nakonec se ale s firmou nedohodlo na přijatelných podmínkách.

### 2016–2022
V polovině roku 2016 nové vedení města Ostravy odkoupilo areál jatek i přilehlý hobbymarket s parkovištěm se záměrem vytvořit z jatek důstojné sídlo městské galerie současného umění PLATO Ostrava za 80 miliónů (zastupitelstvo odkup schválilo s převahou jednoho hlasu). Město na začátku roku 2017 vyhlásilo mezinárodní architektonickou soutěž na konverzi jatek, v níž zvítězil návrh pražského ateliéru Petr Hájek Architekti. S vítězem soutěže se však město nedohodlo na podobě smlouvy. Do jednacího řízení bez uveřejnění na zpracování projektu, které následovalo po architektonické soutěži, se městu přihlásilo jen vítězné studio a polské studio KWK Promes Roberta Konieczného, které se umístilo na třetím místě. Studio, které bylo v soutěži na druhém místě, do jednacího řízení svůj projekt nepodalo. Konverze jatek se nakonec uskutečnila podle návrhu Roberta Konieczného a v květnu r. 2022 byla slavnostně odhalena. Rekonstrukce objektu však začala „již“ v roce 2020.